# Zbigniew Bogacki
Zbigniew Bogacki herbu Prawdzic ps. „Zbyszek”, „Zbych” (ur. 14 grudnia 1918 w Warszawie, zm. 29 lutego 1992 w Sopocie) – żołnierz Armii Krajowej.

## Życiorys
Urodzony w rodzinie ziemiańskiej, wychował się w rodzinnym majątku ziemskim w Borkach koło Radomia. Ukończył Gimnazjum Staszica i Liceum Mickiewicza w Warszawie. W 1938 wstąpił do Szkoły Podchorążych Rezerwy Piechoty w Zambrowie. W 1939 roku brał udział w kampanii wrześniowej, podczas której walczył w obronie Twierdzy Brzeskiej. W czasie II wojny światowej należał do AK, gdzie został przydzielony do Kedywu Okręgu Warszawskiego. W ramach Kedywu znajdował się w oddziale dywersyjno-bojowym DB-19 obejmującym Obwód V Mokotów.
Brał udział w akcji pod murami getta 23 kwietnia 1943 oraz akcji „Budy” przeciwko żandarmom 2 grudnia 1943. Był egzekutorem podczas akcji likwidacji Albrechta Eitnera 1 lutego 1943. Egzekucja stanowiła część akcji Główki. W lipcu 1944 otrzymał przydział do 30 Poleskiej Dywizji Piechoty Armii Krajowej, gdzie dowodził 1 kompanią II batalionu 82 pułku piechoty AK. Od lipca 1944 do końca wojny walczył pod dowództwem Tomasza Zana.
W czerwcu 1945 roku, aby uciec przed represjonowaniem byłych żołnierzy AK, zmienił nazwisko na Rogacki i wyjechał do Gdańska. W 1954 roku wrócił do nazwiska Bogacki i ujawnił się władzom PRL jako żołnierz AK. W konsekwencji, w spreparowanym procesie został skazany na 4 lata więzienia za szpiegostwo. W 1956 roku przeprowadzono rewizję procesu, podczas którego został uniewinniony. W 1964 roku współtworzył w Gdańsku Spółdzielnię Remko-Service zajmującą się międzyrejsowymi i awaryjnymi remontami statków, która została znacjonalizowana w 1970 roku.

## Rodzina
Żonaty z łączniczką AK Stanisławą Bogacką (ps. „Stasia”) z domu Bijak (1919–2019). Miał dwie córki: aktorkę Joannę Bogacką i Iwonę Bogacką-Piękoś.

## Odznaczenia
- Krzyż Walecznych
- Krzyż Kampanii Wrześniowej 1939, Londyn
- Krzyż Armii Krajowej, Londyn
- Krzyż Partyzancki[17]